# Meng Fanqi
Meng Fanqi (chiń. 孟繁棋; ur. 18 września 1998 w Jilin) – chińska biathlonistka, złota medalistka mistrzostw świata juniorów i złota medalistka igrzysk olimpijskich młodzieży.

## Kariera
Po raz pierwszy na arenie międzynarodowej pojawiła się 12 grudnia 2015 roku w Obertilliach, gdzie w zawodach Pucharu IBU juniorów zajęła dziewiąte miejsce w sprincie. W styczniu 2016 roku zdobyła złoty medal w pojedynczej sztafecie mieszanej na igrzyskach olimpijskich młodzieży w Lillehammer. Na rozgrywanych dwa lata później mistrzostwach świata juniorów w Osrblie zwyciężyła w biegu indywidualnym.
W zawodach Pucharu Świata zadebiutowała 12 stycznia 2017 roku w Ruhpolding, zajmując 18. miejsce w sztafecie. Pierwsze punkty wywalczyła 14 lutego 2020 roku w Rasen-Antholz, kończąc sprint na 39. pozycji.
Brała udział w igrzyskach olimpijskich w Pekinie, gdzie zajęła 47. miejsce w biegu indywidualnym, 62. w sprincie, 12. w sztafecie i 15. w sztafecie mieszanej. 

## Osiągnięcia

### Igrzyska olimpijskie
| Rok  | Miejscowość | Konkurencje | Konkurencje | Konkurencje | Konkurencje | Konkurencje | Konkurencje | Konkurencje |
| Rok  | Miejscowość | IN          | SP          | PU          | MS          | RL          | MR          | SR          |
| ---- | ----------- | ----------- | ----------- | ----------- | ----------- | ----------- | ----------- | ----------- |
| 2022 | Pekin       | 47.         | 62.         | –           | –           | 12.         | 15.         | nd.         |

### Mistrzostwa świata
| Rok  | Miejscowość | Konkurencje | Konkurencje | Konkurencje | Konkurencje | Konkurencje | Konkurencje | Konkurencje |
| Rok  | Miejscowość | IN          | SP          | PU          | MS          | RL          | MR          | SR          |
| ---- | ----------- | ----------- | ----------- | ----------- | ----------- | ----------- | ----------- | ----------- |
| 2017 | Hochfilzen  | 91.         | 71.         | –           | –           | –           | –           | nd.         |
| 2019 | Östersund   | 41.         | 64.         | –           | –           | 17.         | –           | –           |
| 2020 | Anterselva  | –           | 39.         | 50.         | –           | 16.         | –           | –           |

### Mistrzostwa świata juniorów
| Rok  | Miejscowość | Konkurencje | Konkurencje | Konkurencje | Konkurencje | Konkurencje | Konkurencje | Konkurencje |
| Rok  | Miejscowość | IN          | SP          | PU          | MS          | RL          | MR          | SR          |
| ---- | ----------- | ----------- | ----------- | ----------- | ----------- | ----------- | ----------- | ----------- |
| 2019 | Osrblie     | 1.          | 8.          | DNS         | nd.         | –           | nd.         | nd.         |

### Puchar Świata

#### Miejsca w klasyfikacji generalnej
| Sezon     | Miejsce |
| --------- | ------- |
| 2016/2017 | -       |
| 2017/2018 | -       |
| 2018/2019 | -       |
| 2019/2020 | 92.     |
| 2021/2022 | 69.     |

#### Miejsca na podium indywidualnie
Meng nie stanęła na podium indywidualnych zawodów PŚ.